# 업셋 (스포츠 용어)

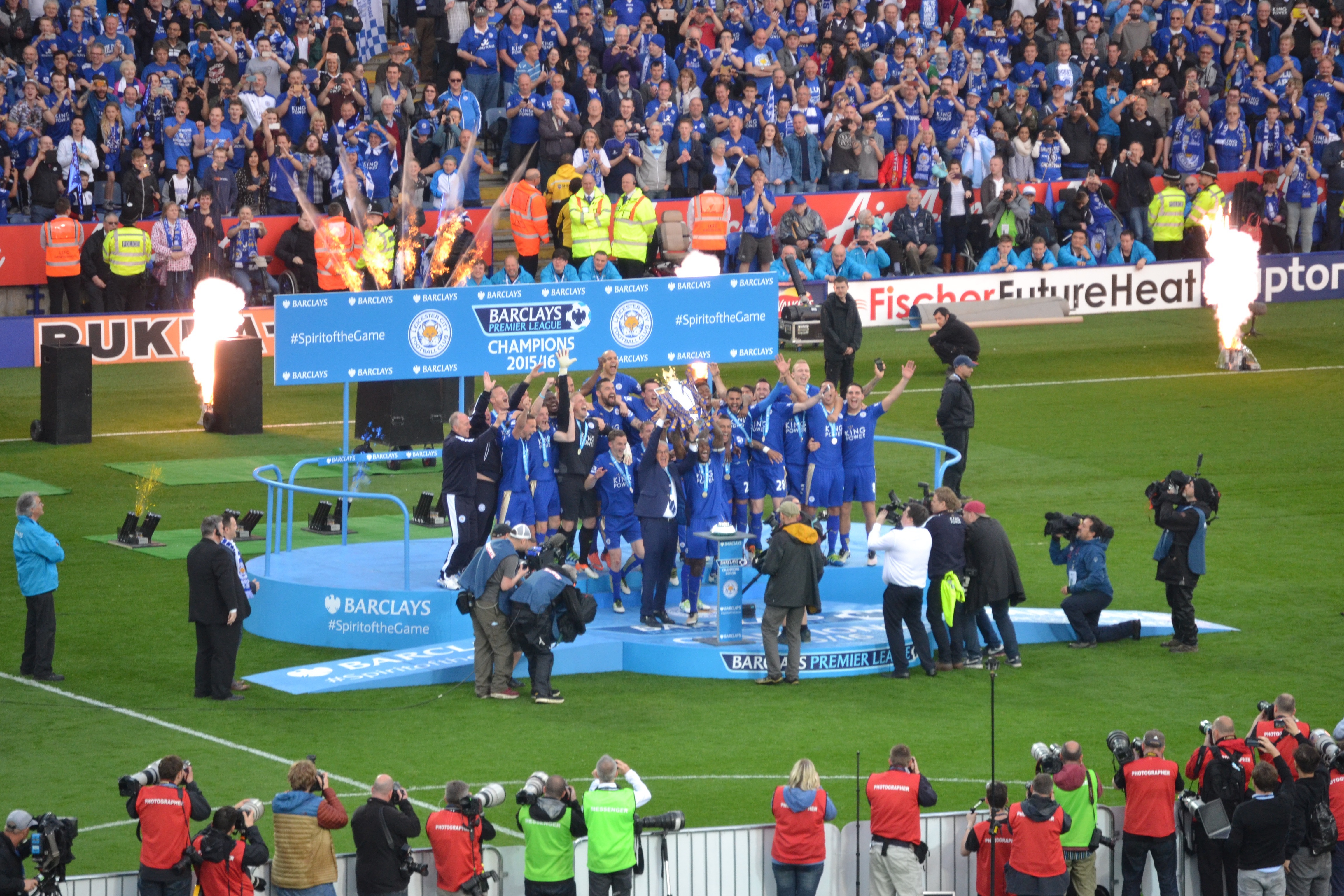
축구 클럽인 레스터 시티 FC는 5000-1의 낮은 승률에도 불구하고 2015-16 시즌에 프리미어 리그에서 우승을 차지하며 이변을 일으켰다.

업셋(upset)은 선거 정치나 스포츠에서 흔히 발생하는 현상으로, 대중의 예상을 뒤엎고 승리할 것으로 예상되는 당("우승 후보")이 대다수의 사람들이 패배할 것으로 예상하는 약자에게 (또는 스포츠의 경우 동률로) 패배하는 경우 발생한다. 이는 일반적인 통념을 깨는 것이다. 스포츠에서 베팅 승률을 앞지르거나 선거 정치에서 여론조사에서 승리하는 것을 언급할 때 자주 사용된다.

## 기원
"업셋(upset)"이라는 단어의 의미는 오랫동안 "아이디어, 계획 등을 뒤집거나 뒤집는 것"(옥스포드 영어사전 정의 6b 참조)을 포함했으며, 스포츠의 정의는 거의 확실하게 여기에서 유래했다. "업셋"은 한때 "말의 혀에 끼우는 굴레 재갈의 곡선 부분"(현재는 커브 재갈의 포트)을 의미하기도 했다. 하지만 현대 스포츠에서 "업셋"이라는 단어의 의미는 원래 다른 어떤 경쟁보다 경마에서 훨씬 더 많이 사용되었지만, 연관성을 뒷받침하는 증거는 없다.
2002년, 사전 연구자인 조지 톰슨은 뉴욕 타임스 데이터베이스의 전문 온라인 검색 기능을 이용하여 동사 'to upset'과 명사 'upsets'의 용법을 추적했다. 명사 upset은 1877년경부터 사용되기 시작했다.
톰슨의 연구는 이 용어의 기원에 대한 한 가지 통념을 반박했다. 즉, 1919년 경주마 업셋(Upset)에게 맨 오브 워(Man o' War)가 놀랍게도 패배한 후 처음 사용되었다는 것이다(이 패배는 맨 오브 워의 경력에서 유일한 패배였습니다). 이 용어는 1919년 서러브레드 경주보다 적어도 수십 년 앞서 사용되었다. 업셋의 승리 직후, 워싱턴 포스트는 스포츠 기사에서 "이번 경기가 업셋이라는 말장난을 할 수도 있을 것 같다"라고 썼다. 말의 이름인 "Upset"은 단어의 "trouble" 또는 "distress"라는 의미에서 유래했다(업셋과 같은 마구간 말인 'Regret'의 이름에서 알 수 있듯이).

## 같이 보기
- 언더독 (용어)
- 다크호스
- Dewey Defeats Truman